# Distrito de Sabha
El Distrito de Sabha  (en árabe: سبها‎ Sabhā) es uno de los 22 distritos de Libia. Éste se encuentra localizado en el centro del país antes mencionado. Su ciudad capital es Sabha, una ciudad con una población de poco más de 130.000 habitantes.

## Geografía
El distrito es poseedor de un pequeño aeropuerto nacional. La capital, Sabha, es la ciudad más importante del sur de Libia. La población es principalmente una mezcla de árabes y negros.
Posee fronteras con los distritos de Wadi Al Shatii al norte, Al Jufrah al este, Murzuq al sur y Wadi Al Hayaa al oeste
El desierto del Sahara pasa por Sabha. Posee solo una carretera. Hay autobuses de viajeros ilegales que llegan a esta ciudad provenientes países africanos del sur, como República de Níger y la República de Chad, que tiene un viaje de siete días. Tiene una de las rutas más peligrosas, ya que pasa por el desierto. Los conductores de autobús a menudo pierden su rumbo y de los pasajeros a veces mueren por falta de alimentos y agua. La gente proveniente de Ghana, Togo y Sudán pasan a través Sabha y luego se dirigen a Europa a través de Trípoli.
Hay un gran oasis en el desierto del Sáhara, cerca de Sabha llamado "Gaberoun". Se trataba de un pueblo antiguo, pero ahora es sólo un centro turístico.
Libia tiene principalmente una llanura ondulada plana y una meseta ocasional, con una elevación promedio de alrededor de 423 m (1.388 pies). Alrededor del 91 por ciento del territorio está cubierto por desierto, con solo el 8,8 por ciento de tierras agrícolas (con solo el 1% de tierras cultivables) y el 0,1 por ciento de bosques. El clima es desértico en la mayor parte del distrito. Las tormentas de arena, que duran entre cuatro y ocho días, son bastante comunes durante la primavera. Triplotania es la región del noroeste, mientras que Cyrenacia está en el este y Fezzen en suroeste. Fezzen está mayormente lleno de desiertos. La región recibe una precipitación anual de 2.5 pulgadas (64 mm). No hay ríos perennes en la región, pero esta es abundante en acuíferos subterráneos.

## Demografía
Según el censo de 2012, la población total en la región fue de 157.747 con 150.353 libios. La cantidad promedio de hogares en el país fue de 6,9, mientras que la cantidad promedio de hogares no libios fue de 3,7. Había en total 22.713 hogares en el distrito, con 20.907 libios. La densidad poblacional del distrito era de 1,86 personas por kilómetro cuadrado. Según el censo de 2006, había 43.010 personas económicamente activas en el distrito. 18.172 empleados del gobierno, 5.114 empleadores y 16.974 trabajadores de primer nivel. 8.114 trabajadores en la administración estatal, 6.733 en agricultura, ganadería y silvicultura, 7.341 en agricultura y caza, 7.931 en educación, 3.840 en empresas privadas, 1.340 en salud y trabajo social, 2.277 en producción, 8.395 en trabajo técnico y 905 trabajadores en servicios. La cantidad de inscripciones en las escuelas fue de 45.581 y el número de personas por encima de la etapa secundaria y antes de la graduación fue de 2.529. Según el informe de la Organización Mundial de la Salud (OMS), había un centro de enfermedades transmisibles, 12 clínicas dentales, una clínica general, cuatro clínicas para pacientes hospitalizados, siete clínicas para pacientes ambulatorios, 57 farmacias, 25 centros de APS y una policlínica.

## Política
Los principales asentamientos del distrito de Sabha incluyen Sabha, Samnu, Tamanhant, Umm al `Abid, Umm al Ahrar y Al Mahdia. Libia se independizó en 1951 del imperio colonial y es generalmente conocida por sus recursos ricos en petróleo. Como parte de la descentralización en 2012, el país se divide administrativamente en 13 regiones de los 25 municipios originales, que se dividieron en 1,500 comunas. A partir de 2016, había 22 divisiones administrativas en el país en forma de distritos. En la Guerra Civil de Libia, las fuerzas de Gadafi mantuvieron el control de grandes partes del distrito y la ciudad durante más tiempo que en otras partes del país. El Consejo Nacional de Transición tomó el control de la ciudad el 11 de septiembre de 2011.